# Wilhelm Ule
Wilhelm "Willi" Ule, född 9 maj 1861 i Halle an der Saale, död 13 februari 1940 i Rostock, var en tysk geograf; son till Otto Ule, bror till Ernst Heinrich Georg Ule.
Ule studerade geografi och matematik vid universiteten i Halle och Berlin. År 1888 blev han filosofie doktor i Halle på avhandlingen Die Mansfelder Seen. Året därpå blev han docent där på avhandlingen Die Tiefenverhältnisse der Masurischen Seen. År 1907 blev han extra ordinarie professor i Rostock.
Han främjade flod- och sjöundersökningar genom nya forskningsmetoder och instrument. Han deltog 1911 i den tyska antarktiska expeditionen, bereste Sydamerika och företog  1914 en forskningsresa till Indien och Ceylon. Han blev emeritus 1933 och ledamot av Deutsche Akademie der Naturforscher Leopoldina i Halle 1936.